# Jan Szczegielniak
Jan Szczegielniak (ur. 27 marca 1962) – polski fizjoterapeuta; nauczyciel akademicki związany z uczelniami we Wrocławiu, Opolu i Częstochowie. Od 17 października 2016 sprawuje funkcję Konsultanta Krajowego w dziedzinie fizjoterapii.

## Życiorys
Jest absolwentem Akademii Wychowania Fizycznego we Wrocławiu, którą ukończył w 1987, zdobywając dyplom magistra. W tym samym roku został kierownikiem Działu Usprawniania Leczniczego Szpitala Specjalistycznego MSWiA w Głuchołazach. Następnie podjął studia doktoranckie na Wydziale Lekarskim Akademii Medycznej im. Piastów Śląskich we Wrocławiu, uzyskując w 1993 stopień naukowy doktora nauk medycznych w zakresie medycyny o specjalności medycyna na podstawie pracy pt. Wpływ kompleksowej rehabilitacji na czynność oddechową chorych na przewlekłą obturacyjną chorobę płuc, napisanej pod kierunkiem prof. Jerzego Zwolińskiego. Ponadto pracował jako adiunkt w Zakładzie Odnowy Biologicznej, działającej w ramach Katedry Kultury Fizycznej Osób Niepełnosprawnych AWF we Wrocławiu. Kilka lat później uzyskał stopień naukowy doktora habilitowanego nauk o kulturze fizycznej w zakresie fizjoterapii oraz stanowisko profesora nadzwyczajnego we wrocławskiej AWF. Od połowy lat 90. XX wieku związał się z Politechniką Opolską, a konkretnie z powstającym w ramach tej uczelni Wydziałem Wychowania Fizycznego i Fizjoterapii, którego został prodziekanem do spraw studenckich (1999–2002), a następnie dziekanem w latach 2008–2012. Wcześniej sprawował funkcję dyrektora Instytutu Fizjoterapii PO.
Poza działalnością uczelnianą w latach 1999–2003 był prezesem, a od 2007 wiceprezesem opolskiego oddziału Polskiego Towarzystwa Fizjoterapii. Jest członkiem Komitetu Patofizjologii Polskiej Akademii Nauk oraz członkiem zespołu do spraw metodologii tworzenia Centralnej Bazy Świadczeń Opieki Zdrowotnej przy Ministerstwie Zdrowia. W 2018 kandydował do sejmiku województwa opolskiego z listy komitetu Kukiz’15, który nie uzyskał mandatów.
12 lutego 2021 roku został powołany przez Prezydenta RP Andrzeja Dudę na członka Rady do spraw Ochrony Zdrowia.
Jest autorem i współtwórcą ponad 70 publikacji z zakresu rehabilitacji oraz 6 pozycji zwartych z dziedziny fizjoterapii. Jego zainteresowania naukowe koncentrują się wokół tematyki związanej z fizjoterapią w chorobach wewnętrznych.

## Odznaczenia
- Brązowy Krzyż Zasługi (2005)[7]
- Srebrny Krzyż Zasługi (2009)[8]
- Złoty Krzyż Zasługi (2017)[9]